# Girobicúpula quadrada
Em geometria, a cúpula quadrada giralongada é um dos sólidos de Johnson (J29). Assim como a ortobicúpula quadrada, pode ser construída a partir da união de duas cúpulas quadradas (J4) por suas bases. A diferença é que neste sólido uma das suas cúpulas está rotacionada 45 graus em relação a outra.